# Festival de Roskilde
Festival de Roskilde (em dinamarquês: Roskilde Festival;  PRONÚNCIA) é um dos três maiores festivais de música pop na Europa (junto com o Sziget Festival e o Festival de Glastonbury). Foi criado em 1971 por dois estudantes, Mogens Sandfær e Jesper Switzer Møller, e o promotor de eventos Carl Fischer. Em 1973 o festival passou a ser organizado pela Sociedade do Festival de Roskilde (Foreningen Roskilde Festival em dinamarquês), que desde então administra o festival como uma organização sem fins lucrativos para o "desenvolvimento da música, cultura e humanismo".

## O festival
O festival acontece anualmente durante sete dias no final de junho ao sul de Roskilde, antiga capital da Dinamarca, a cerca de trinta quilômetros de Copenhague. É o primeiro festival dinamarquês voltado à música, originalmente destinado aos hippies, mas que atualmente abrange toda a música popular jovem da escandinávia e o resto da Europa ocidental.
O acampamento tradicionalmente abre no último domingo de junho, a partir do qual começam apresentações de bandas menos famosas e os eventos paralelos à música. O festival começa oficialmente na quinta-feira seguinte e dura quatro dias.

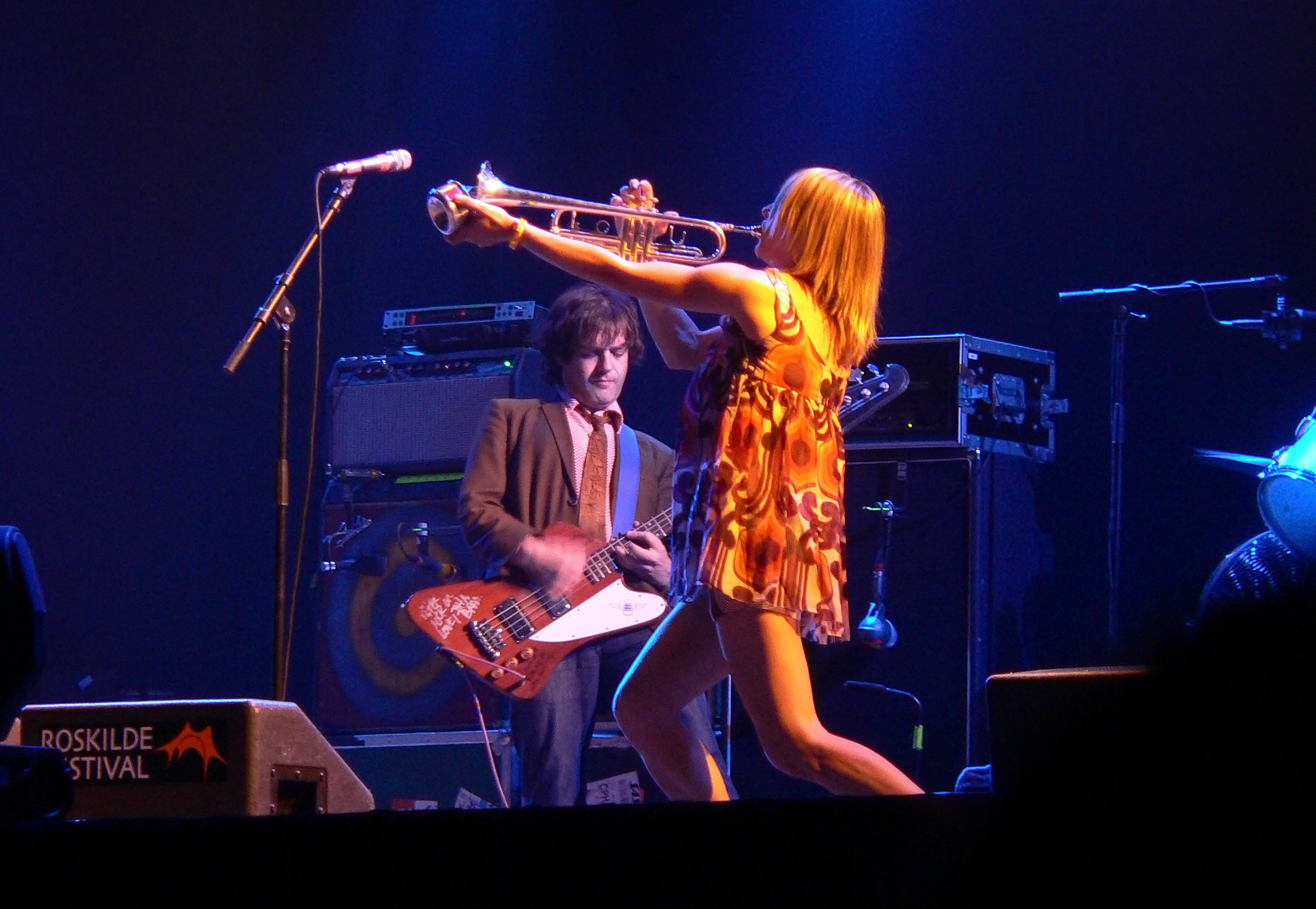
Sonic Youth em 2005.

Até meados da década de 1990 o festival recebia em sua maioria o público escandinavo, mas desde então, com o aumento do número de artistas de outras línguas, o festival tem atraído cada vez mais um público internacional, principalmente alemães, britânicos e australianos.

### Música
As principais atrações musicais são representantes de estilos como heavy metal, hip hop, música eletrônica e rock, mas um dos objetivos do festival é promover artistas novos e alternativos, os quais tem uma tenda exclusiva. Uma das tradições do festival é ter como apresentação de abertura uma nova banda dinamarquesa no palco principal no primeiro dia do festival. Outra característica é a tenda de world music, estrategicamente localizada para que as pessoas ao redor parem para ouvir.
Além da música, o festival abriga atrações diversas como peças teatrais, competições artísticas e outros eventos paralelos.

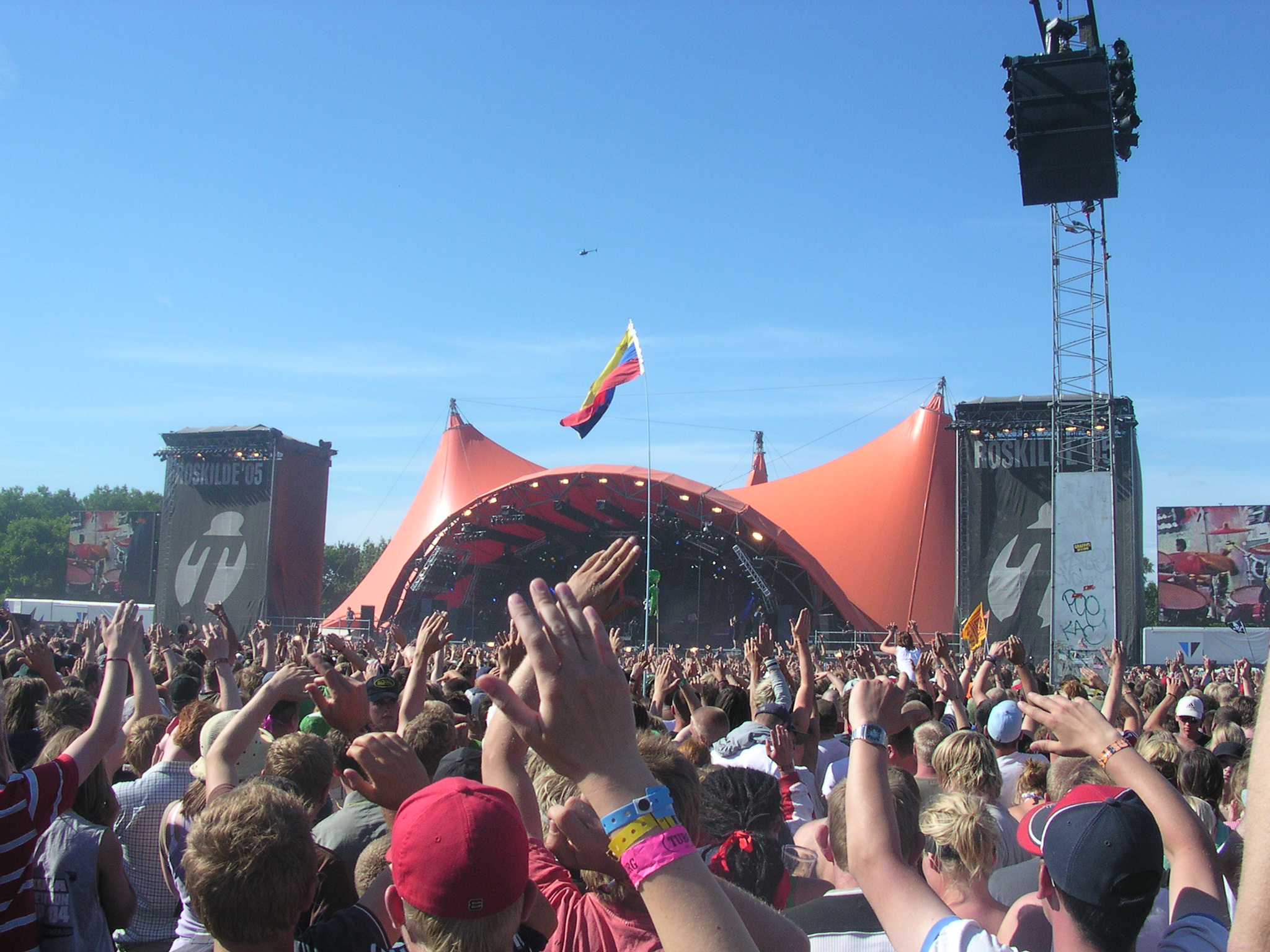
O palco principal, Orange stage.

### Palcos
Até 2003 as tendas recebiam nomes de cores, mas como durante um período os nomes não eram efetivamente as cores de suas coberturas decidiu-se por renomear todos as tendas com exceção do palco laranja, o único aberto. O Orange Stage (palco laranja) fica em frente a um grande campo aberto, enquanto as outras tendas cobrem todo o público, o maior deles, Arena Stage (antigo Green Stage), é a maior tenda entre os festivais europeus com capacidade oficial para 17 mil pessoas.

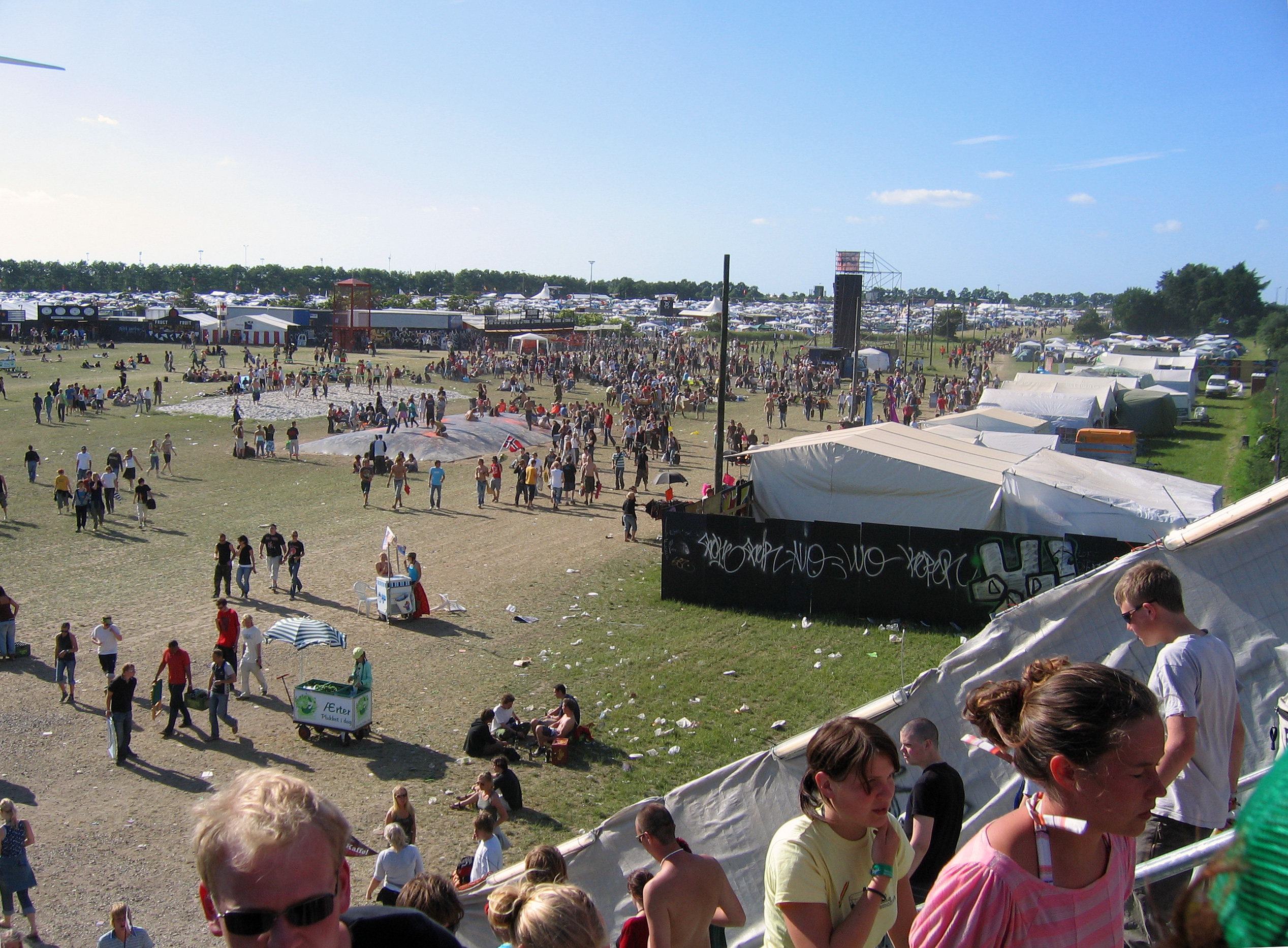
Parte do acampamento oeste.

| Nome do palco   | Ano inaugural | Capacidade | Gêneros principais                     | Substituiu   |
| --------------- | ------------- | ---------- | -------------------------------------- | ------------ |
| Orange          | 1978          | 60.000+    | Todos                                  | Big Stage    |
| Arena           | 2003          | 17.000     | Todos                                  | Green Stage  |
| Cosmopol        | 2007          | 6.000      | Hip hop, R&B, world music              | Metropol     |
| Odeon           | 2003          | 5.000      | Variado, em geral rock                 | Yellow Stage |
| Pavilion        | 2003          | 2.000      | Variado, em geral rock                 | Blue Stage   |
| Gloria          | 2011          | 1.000      | Variado                                |              |
| Outros          |               |            |                                        |              |
| Pavilion Junior | 2005          | 2.000      | Variado - somente artistas não famosos | Camp Stage   |

### Acampamento
Além da área dedicada às apresentações e eventos tradicionais, o festival abriga também os acampamentos, estes cobrem uma área de cerca de 80 hectares e seu acesso está incluso no ingresso. Em geral abre no domingo anterior ao festival. É dividido em duas áreas principais, oeste e leste, cada um com um centro de serviço onde ficam estabelecimentos como praça de alimentação, primeiros socorros, informações e achados e perdidos. As áreas ainda se subdividem em ágoras, que dispõem de banheiros, armários, recarga de celulares, churrasqueiras. Cada ágora possui um tema especial que contribui com a vida do festival, variando de esporte, dança, construção e comunicação (onde ficam a rádio e a redação do jornal do festival).

### Mídia
Além da cobertura na mídia tradicional que um evento equivalente recebe, o festival tem ainda seus próprios veículos de mídia: um jornal diário em parceria com a Metro International (com sete edições em dinamarquês e quatro edições em inglês) e uma estação de rádio com transmissões ininterruptas durante todo o evento, incluindo o seu "aquecimento".

### Outros eventos famosos
Desde 1998 um evento tem ganhado cada vez mais atenção no festival. No sábado ocorre uma corrida com cerca de 20 concorrentes, divididos por gênero e o vencedor é aquele que completa três voltas em torno do prédio da rádio completamente nu, e recebe como prêmio um ingresso para o festival do ano seguinte.

## Incidentes
Apesar das medidas de segurança, em festivais de grande porte sempre acontecem algumas ocorrências, como furtos e acidentes. Ainda assim, o festival é considerado seguro, sem maiores acidentes.
No entanto, na edição de 2000, nove pessoas morreram em decorrência de esmagamentos no meio do público durante uma apresentação do grupo Pearl Jam no palco principal. Após essa tragédia, medidas de segurança foram tomadas para a edição posterior, além disso foi construído um memorial em homenagem às vítimas em um local próximo ao palco principal, ali foram plantadas nove árvores e uma pedra com a inscrição "Como somos frágeis" (no original How Fragile We Are) foi deixada como lembrança.

## Números
| Ano  | Público | Pagantes | Artistas (aprox.) | Artistas de países lusófonos                                                             |
| 1971 | 10.000  | n/d      | 32                |                                                                                          |
| 1972 | 15.000  | n/d      | 26                |                                                                                          |
| 1973 | 15.000  | n/d      | 23                |                                                                                          |
| 1974 | 21.500  | n/d      | 38                |                                                                                          |
| 1975 | 26.000  | n/d      | 42                |                                                                                          |
| 1976 | 32.500  | n/d      | 44                |                                                                                          |
| 1977 | 31.000  | n/d      | 48                | Tania Maria                                                                              |
| 1978 | 36.500  | n/d      | 55                |                                                                                          |
| 1979 | 40.000  | n/d      | 53                | Tania Maria                                                                              |
| 1980 | 50.100  | n/d      | 58                |                                                                                          |
| 1981 | 51.500  | n/d      | 56                |                                                                                          |
| 1982 | 57.500  | n/d      | 55                |                                                                                          |
| 1983 | 60.600  | n/d      | 62                |                                                                                          |
| 1984 | 64.800  | n/d      | 62                |                                                                                          |
| 1985 | 53.500  | n/d      | 53                |                                                                                          |
| 1986 | 56.900  | n/d      | 57                |                                                                                          |
| 1987 | 58.700  | n/d      | 68                |                                                                                          |
| 1988 | 62.100  | n/d      | 70                | Milton Nascimento                                                                        |
| 1989 | 56.300  | n/d      | 100               |                                                                                          |
| 1990 | 70.600  | n/d      | 100               |                                                                                          |
| 1991 | 60.500  | n/d      | 110               |                                                                                          |
| 1992 | 64.500  | n/d      | 110               |                                                                                          |
| 1993 | 76.500  | n/d      | 125               |                                                                                          |
| 1994 | 90.000  | n/d      | 125               | Sepultura                                                                                |
| 1995 | 111.000 | 90.000   | 140               |                                                                                          |
| 1996 | 115.000 | 90.000   | 150               | Sepultura                                                                                |
| 1997 | 115.000 | 90.000   | 160               |                                                                                          |
| 1998 | 100.000 | 75.000   | 160               | Soulfly                                                                                  |
| 1999 | 96.000  | 71.000   | 170               | Carlinhos Brown, Daúde, Marcos Valle, Margareth Menezes, Mundo Livre S/A Waldemar Bastos |
| 2000 | 102.000 | 76.000   | 170               | Funk'n'Lata, Lenine                                                                      |
| 2001 | 92.000  | 64.000   | 150               | Chico César, Nação Zumbi                                                                 |
| 2002 | 100.000 | 72.000   | 150               | Bossacucanova com Roberto Menescal, Funk'n'Lata                                          |
| 2003 | 107.000 | 77.000   | 160               | Carlinhos Brown, DJ Dolores & Orchestra Santa Massa, Skank                               |
| 2004 | 106.000 | 76.000   | 158               | Otto, Silvério Pessoa                                                                    |
| 2005 | 97.000  | 65.000   | 160               | BNegão & Os Seletores de Freqüência                                                      |
| 2006 | 110.000 | 70.000   | 170               | Cabruêra, Marcelo D2, Ed Motta                                                           |
| 2007 | 110.000 | 77.000   | 159               | Buraka Som Sistema Cansei de Ser Sexy, Bonde do Rolê, Sonic Junior                       |
| 2008 | 90.000  | 67.000   | 180               | Orquestra Imperial, SpokFrevo Orquestra, DJ Wagner Pá                                    |
| 2009 | 110.000 | 80.344   | n/d               |                                                                                          |
| 2010 | 125.000 | n/d      | n/d               | Céu                                                                                      |
| 2011 | 130.000 | n/d      | n/d               | Karina Buhr                                                                              |
| 2012 | n/d     | n/d      | n/d               | Conjunto Angola 70 Criolo                                                                |
| 2013 | n/d     | n/d      | n/d               | Bixiga 70 Marcos Valle                                                                   |
| 2015 | 130.000 | n/d      | 87                |                                                                                          |
| 2016 |         |          |                   |                                                                                          |
| 2017 | n/d     | n/d      | n/d               | BaianaSystem                                                                             |
| 2022 | n/d     | n/d      | n/d               | Marina Sena                                                                              |
| 2023 |         |          |                   |                                                                                          |
| 2024 | n/d     | n/d      | n/d               | Marina Sena                                                                              |

n/d: Não disponível